# Vladimir Agura
Vladimir Agura a fost un notar public și om politic român născut la 9 octombrie 1893.

## Cariera
Începând din 1923 a fost notar public. Între 1933-1937 a fost consilier și președinte al delegației consiliului județean Ismail.

## Decorații
Coroana României în grad de cavaler, gravată cu binecuvântarea Episcopului Dionisie al Cetății-Albe și Ismailului.